# Каневский, Алекс
Алекс Каневский (англ. Alex Kanevsky; род. 1963, Ростов-на-Дону, РСФСР, СССР) — американский художник литовского происхождения, в настоящее время проживающий и работающий в Нью-Гэмпшире. В своих работах запечатлевает движение и постоянный поток времени на полотнах, которые не привязаны к какому-то одному моменту или даже к одному прочтению. Творчество Каневского уходит корнями в художественные традиции Восточной Европы, где он вырос, и Соединённых Штатов Америки, куда переехал в 1983 году.

## Биография
Алекс Каневский родился в 1963 году в Ростове-на-Дону. Несмотря на то, что его семья не была связана с искусством, родители Каневского имели обширную коллекцию книг по искусству, которая оказала значительное влияние на его интерес к искусству с самого детства. Примерно в десять лет он начал рисовать, черпая вдохновение в книгах по искусству. Несмотря на свой интерес к импрессионизму, в детстве Каневский почти исключительно видел картины в стиле социалистического реализма. Художник вспоминает, что эти работы были «обычной официальной чепухой о рабочих и крестьянах, занятых героическим трудом, выполненной в стиле того времени, одновременно помпезной и сентиментальной, с обилием солнечных бликов и мускулистых рук в стиле Попая».
Когда Каневскому исполнилось пятнадцать лет, его семья покинула Россию и переехала в Вильнюс в Литве. Этот переезд открыл перед ним двери в мир более обширной и разнообразной художественной жизни, потому что в то время в Литве процветала школа экспрессионизма, которая не была связана с реализмом или социальными проблемами, которые занимали соцреализм. Наблюдение за этим стилем живописи стало для Каневского открытием, и он понял, «что картины могут находить причину своего существования внутри себя, а не быть просто украшением пропагандистского инструмента».
Изучал теоретическую математику в Вильнюсском университете в Литве, но в 1983 году Каневский с семьёй решил покинуть Европу и переехать в США. Поселившись в Филадельфии, штат Пенсильвания, в 1989 году он начал посещать занятия по живописи в Пенсильванской академии изящных искусств.
В 1997 году Каневский получил стипендию Пью в области искусства, которая позволила ему целиком посвятить себя живописи в течение двух лет. Возможность работать над своим творчеством без перерывов оказала огромное положительное влияние на жизнь художника. Когда его грант закончился, Каневский решил посвятить себя карьере профессионального художника. В какой-то момент галереи заинтересовались его работами, что позволило ему арендовать мастерскую. С тех пор Каневский выставляет свои работы по всей территории Соединённых Штатов, Канады, Италии, Великобритании, Франции, Ирландии. Он провёл более двадцати персональных выставок и принял участие в пятнадцати коллективных.
С 2002 по 2017 год был внештатным преподавателем живописи в Пенсильванской академии изящных искусств.
Картины Каневского были показаны в фильме 2008 года «Нью-Йорк, Нью-Йорк» режиссёра Чарли Кауфмана.
В 2012 году он был членом жюри на 71-й ежегодной выставке с участием жюри в Художественном музее Вудмер, Филадельфия.

## Стиль и тематика
Основное внимание в работах Каневского сосредоточено на выражении времени и движения. Используя фигуру в качестве центрального объекта, художник в своих абстрактных интерпретациях реальности стремится с «предельной ясностью» передать своё уникальное и личное мировоззрение. Изучая одновременно неподвижность и динамику, художник демонстрирует футуристический подход через многослойные композиции. В его композициях часто сочетаются статичные, монументальные формы с быстрыми, выразительными мазками, подчёркивая, что индивидуум определяется не своим физическим местоположением, а движением и поступками.
Рисунки Каневского несут в себе загадочные пейзажи и размытую архитектуру, которые колеблются на грани между узнаваемым миром и чистой формой и цветом. Обнажённая натура занимает видное место в его творчестве и часто изображается купающейся, лежащей на кроватях или полу или смело смотрящей на зрителя. Хотя его произведениям даны названия, они, как правило, не имеют линейного повествования. Скорее, названия его произведений, кажущиеся на первый взгляд описательными, выполняют функцию своеобразных эмоциональных ключей, настраивающих зрителя на восприятие определённого настроения.
Каневский испытывает сильную связь с историей искусства, особенно с величайшими мастерами портретной живописи, такими как Рембрандт и Веласкес. Его художественные вдохновения разнообразны и охватывают различные объекты, художников, писателей и мыслителей. Влияние послевоенных творцов, среди которых Люсьен Фрейд и Фрэнсис Бэкон, заметно в плотных, абстрактных фигурах его работ. Корни цветовой палитры Каневского восходят к произведениям Винсента Ван Гога, Жоржа Сёра и Ричарда Дибенкорна, и их влияние ощущается в его стилевом подходе. Кроме того, художник находит вдохновение не только в работах американских и европейских мастеров, но и в творчестве таких великих писателей, как Лев Толстой, Джеймс Джойс, Уоллес Стивенс и Эзра Паунд.

## Техника
Каневский описывает себя как медлительного художника, который должен работать быстро, чтобы сохранить свежий подход к своей работе. Как правило, он рисует прямо на берёзовой фанере или холсте на подрамнике различными видами масляных красок — Guerra, Mussini, Holbein, Rembrandt, Classic (Triangle Coatings) — и использует ликвин в качестве среды для масляных красок.
Слияние форм и абстракции в его работах является результатом применения метода последовательного стирания, который использует Каневский. Эта техника рисования, стирания и закрашивания приводит к созданию серии слоёв, сквозь которые зрителю видны прошлые слои.
Каневский пишет как с натуры, так и по фотографиям, предпочитая работать с живыми моделями, поскольку считает важным движение объекта. Зачастую он работает с одной и той же моделью в течение многих лет, со временем вырабатывая чёткое чувство индивидуальной формы и движения каждой модели. С другой стороны, фотография открывает перед художником возможность исследовать мимолётные моменты, непреднамеренные артефакты и несовершенства.

## Влияние
Разработчики игры Disco Elysium назвали творчество Алекса одним из источников своего вдохновения при её создании, о чём поделились на странице сообщества в Steam.